# Шувалов Володимир Іванович
Володимир Іванович Шувалов (11 серпня 1920, Москва, РРФСР — 7 січня 1992, Дніпропетровськ, Україна) — радянський футболіст, тренер. Майстер спорту СРСР. Заслужений тренер РРФСР. Заслужений тренер Азербайджанської РСР.

## Біографія
Футболом почав займатися з 1935 року, граючи у московській юнацькій команді «Снайпер». Брав участь у Великій Вітчизняній війні, нагороджений орденом Вітчизняної війни II ступеня. Після закінчення війни виступав за дублюючий склад московського «Динамо». З 1947 по 1950 роки виступав у вищій лізі за «Динамо» Мінськ. У 1951 році грав за «Торпедо» Горький. У 1952 році виступав за «Спартак» Ашхабад. У 1955 році — за сталінабадське «Динамо».
Після закінчення ігрової кар'єри став тренером. З 1963 по 1964 роки тренував кіровське «Динамо». Далі тренував «Динамо» Кіровабада, «Кузбас» Кемерово, ставропольське «Динамо». У 1975 році прийшов у махачкалинське «Динамо», змінивши Вадима Кублицького. У першому ж сезоні з «Динамо» виграв свою зону. У 1979 році як один з тренерів був запрошений у бакинський «Нефтчі». З 1983 по 1986 роки очолював дніпропетровський ОШІБП.
Помер 7 січня 1992 року в Дніпропетровську, похований на Сурсько-Литовському цвинтарі.